# Relaciones entre Suiza y Venezuela
Las relaciones Suiza-Venezuela son las relaciones bilaterales que existen entre la Confederación Suiza y la República Bolivariana de Venezuela, establecidas formalmente en 1909.

## Historia
En 2017, una mujer insultó en una tienda de una cadena de supermercados en Berna al embajador venezolano en Suiza, César Méndez, al que acusó de tener una vida buena allí, mientras en su país la gente "no tiene nada que comer".
El incidente se hizo público al divulgarse un vídeo en YouTube, y fue mencionado en varios medios suizos y venezolanos.

"Ladrones, ladrones, y corruptos. (...) Viven bien aquí y en Venezuela no tienen nada que comer (..) Esta gente roba el dinero de Venezuela y el país morirá de hambre por gente como ustedes. No tienen corazón."

### Establecimiento de relaciones
Suiza abrió un consulado honorario en Caracas en 1909. En 1939, abrió una representación diplomática (primero una legación y desde 1961 en adelante una embajada). Una Cámara de Comercio Suizo-Venezolana se estableció en 1979.

### Cooperación económica
En 2015, Suiza importó bienes, principalmente oro y en menor medida productos agrícolas y metales, por valor de 278 millones de francos suizos. El valor de las exportaciones suizas, principalmente productos farmacéuticos, maquinaria e instrumentos de precisión, ascendió a 377 millones de francos suizos. 

### Medios de comunicación
La embajada de Venezuela en Suiza mantiene un semanario en alemán llamado Venezuela Nachrichten que se entrega de manera gratuita en lugares de Berna, una revista informativa en francés llamada Venezuela Progressiste y además tienen un portal web de noticias llamado notiven.ch.

### Asociaciones
Existen varias organizaciones entre ellas la más antigua, fundada en 1947 es la Asociación de Damas Suizas de Venezuela  que es una organización sin fines de lucro conformada por mujeres comprometidas con el bienestar social y cultural del país. Desde su fundación, la asociación ha trabajado en proyectos y programas que han contribuido al desarrollo de diferentes comunidades en Venezuela.

### Sanciones
El 28 de marzo el Consejo Federal de Suiza implementó sanciones contra Venezuela, congelando los fondos de siete ministros y altos funcionarios «a causa de las violaciones a los derechos humanos y al deterioro del Estado de derecho y de las instituciones democráticas», prohibiéndoles la entrada al país y siguiendo las medidas impuestas por la Unión Europea.

## Misiones diplomáticas
- Suiza estableció su embajada en Caracas[5] y un consulado general en Maracaibo.[6]
- Venezuela estableció su embajada en Berna.[7]